# Saint-Laurent (Lot y Garona)
 Saint-Laurent  es una población y comuna francesa, en la región de Aquitania, departamento de Lot y Garona, en el distrito de Nérac y cantón de Lavardac.

## Demografía
| 457 | 522 | 529 | 450 | 501 | 503 |
| Para los censos de 1962 a 1999 la población legal corresponde a la población sin duplicidades (Fuente: INSEE [Consultar]) |     |     |     |     |     |